# Ingeborg Hallstein
Ingeborg Hallstein (ur. 23 maja 1936 w Monachium) – niemiecka operowa sopranistka koloraturowa, a także pedagog muzyczna.

## Życiorys
Naukę śpiewu rozpoczęła u swojej matki, śpiewaczki i pedagoga, Elisabeth Hallstein, a na scenie zadebiutowała w Stadttheater w Pasawie w 1957 jako Musetta w Cyganerii Pucciniego.
Po kontraktach w teatrze w Bazylei oraz Staatstheater am Gärtnerplatz w Monachium zadebiutowała na Festiwalu w Salzburgu w 1960 jako Rozyna w mozartowskiej operze La finta semplice. Tego samego roku dołączyła do Bawarskiej Opery Państwowej w Monachium, pozostając w jej zespole do 1973.

### Kariera międzynarodowa
W następnych latach gościnne występy wprowadziły ją do niemal każdej ważniejszej opery na świecie m.in. Deutsche Oper w Berlinie, Hamburskiej Opery Państwowej, weneckiego teatru La Fenice oraz Teatro Colón w Buenos Aires. Śpiewała także w londyńskim Royal Opera House pod Ottonem Klempererem i stworzyła jedną ze swoich popisowych ról na otwarcie Theater an der Wien pod Herbertem von Karajanem: Królową Nocy w Czarodziejskim flecie Mozarta.
W repertuarze ról operowych miała zarówno role dramatyczne, jak i liryczne. Wykonywała takie partie koloraturowe, jak: Zerbinetta w straussowskiej Ariadnie na Naxos, Violetta w Traviacie Verdiego, Zaida w mozartowskiej Zaidzie i Królowej Nocy w Czarodziejskim flecie.
Oprócz repertuaru operowego, wykonywała również pieśni niemieckie, dając recitale w Niemczech i za granicą.

### Nauczanie
W 1979 została mianowana profesor w Konserwatorium Muzycznym w Würzburgu gdzie, po wycofaniu się ze sceny, uczyła aż do 2006. Obecnie prowadzi kursy mistrzowskie w Niemczech i za granicą oraz zasiada w jury międzynarodowych konkursów wokalnych.

## Nagrania, filmy i telewizja
Wyłączny kontrakt z niemiecką firmą nagraniową Deutsche Grammophon zaowocował licznymi nagraniami oper, operetek i pieśni.
Oprócz pomyślnej kariery scenicznej, zdobyła wielką popularność w latach 1960–1970, gdy pojawiała się w wielu operetkowych produkcjach operetkowych nadawanych w niemieckiej telewizji.